# Засоби масової інформації США
Засоби масової інформації в Сполучених Штатах складаються з кількох видів ЗМІ: телебачення, радіо, кіно, газети, журнали та веб-сайти. США також мають потужну музичну індустрію. Нью-Йорк, зокрема Манхеттен і, меншою мірою, Лос-Анджелес вважаються епіцентрами ЗМІ США.
Багато засобів масової інформації контролюються великими комерційними корпораціями, які отримують доходи від реклами, підписок і продажу матеріалів, захищених авторським правом. Американські медіаконгломерати, як правило, є провідними глобальними гравцями, генеруючи великі доходи, а також велику опозицію в багатьох частинах світу. З ухваленням Закону про телекомунікації 1996 року відбувається подальша дерегуляція та конвергенція, що призводить до мегазлиття, подальшої концентрації медіа-власності та появи багатонаціональних медіа-конгломератів. Ці злиття дозволяють посилити контроль над інформацією. Зараз кілька корпорацій контролюють переважну більшість як цифрових, так і застарілих медіа. Критики стверджують, що локалізм, місцеві новини та інший контент на рівні громади, витрати ЗМІ та висвітлення новин, а також різноманітність власності та поглядів постраждали в результаті цих процесів концентрації ЗМІ.
Теорії, що пояснюють успіх таких компаній, включають залежність від певної політики американського федерального уряду або схильність до природних монополій у галузі з упередженням корпоративних ЗМІ.
Організація «Репортери без кордонів» складає та публікує щорічний рейтинг країн на основі оцінки організацією їхніх рекордів щодо свободи преси. У 2013—2014 роках Сполучені Штати посідали 46-е місце серед 180 країн, що на 13 пунктів менше, ніж у попередньому році. Опитування Gallup 2022 року показало, що лише 11 % американців довіряють телевізійним новинам і 16 % довіряють газетам. Щодо майбутнього іспаномовних медіа в США Альберто Авенданьо, колишній директор El Tiempo Latino / Washington Post, стверджував, що висвітлення «іспано-американських» новин в англомовних ЗМІ є «абсолютно жалюгідним», але він був оптимістично, стверджуючи, що демографічні зрушення неминуче зроблять латиноамериканські медіа значною присутністю в контексті американських ЗМІ.

## Газети

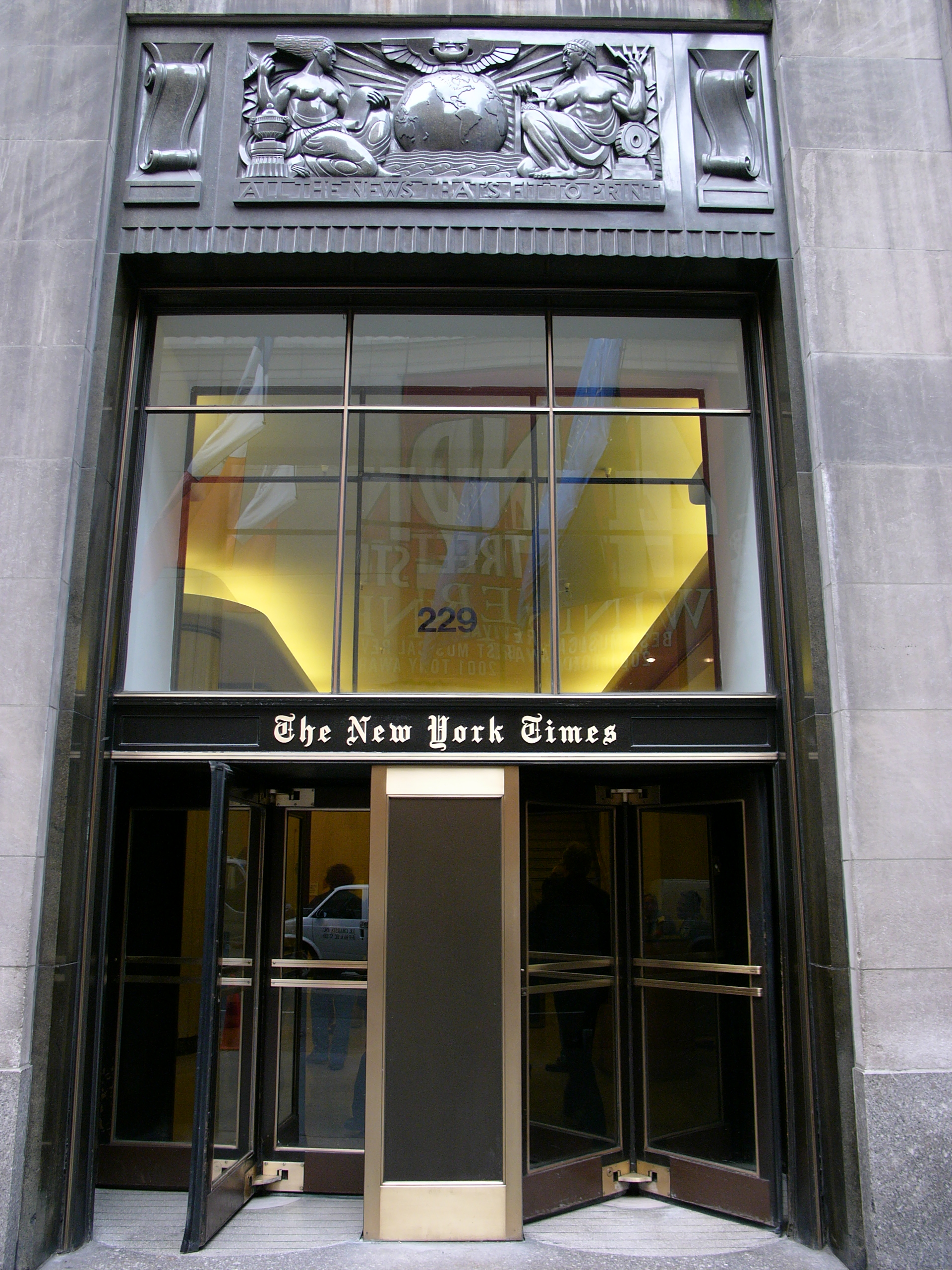
Будівля New York Times на Таймс-сквер, центр Манхеттена

Після великого успіху в 20-му столітті газети з роками зменшили свій вплив і проникнення в американські домогосподарства. В США немає національної газети. The New York Times, The Wall Street Journal і USA Today є найбільш тиражованими газетами в Сполучених Штатах і продаються в більшості міст США.
Хоча основною аудиторією The New York Times (NYT) спочатку були жителі Нью-Йорка та його прилеглих столичних регіонів, NYT, яку називають «Сіра леді» і яка отримала найбільше Пулітцерівських премій з усіх видань, поступово стала стати домінуючою «газетою записів» для ЗМІ США. Окрім щоденного розповсюдження по всій країні, цей термін означає, що попередні випуски архівуються на мікрофільмах кожною публічною бібліотекою країни пристойного розміру, а статті Times часто цитуються як істориками, так і суддями як доказ того, що велика історична подія сталася певна дата. «Вашингтон пост» і «Уолл-стріт джорнел» також меншою мірою є відомими газетами. Незважаючи на те, що USA Today намагалася зарекомендувати себе як національна газета, академічний світ широко висміював її як «McPaper», більшість бібліотек не передплачує та не архівує.
Окрім вищезгаданих газет, усі великі мегаполіси мають власні місцеві газети. Більшість столичних районів, як правило, підтримуватимуть одну або дві великі газети, а також багато менших видань, орієнтованих на певну аудиторію. Незважаючи на те, що витрати на видання з роками зросли, ціни на газети загалом залишаються низькими, що змушує газети більше покладатися на доходи від реклами та статті, надані великими інформаційними агентствами, такими як Associated Press, Bloomberg і Reuters. для національного та світового охоплення.

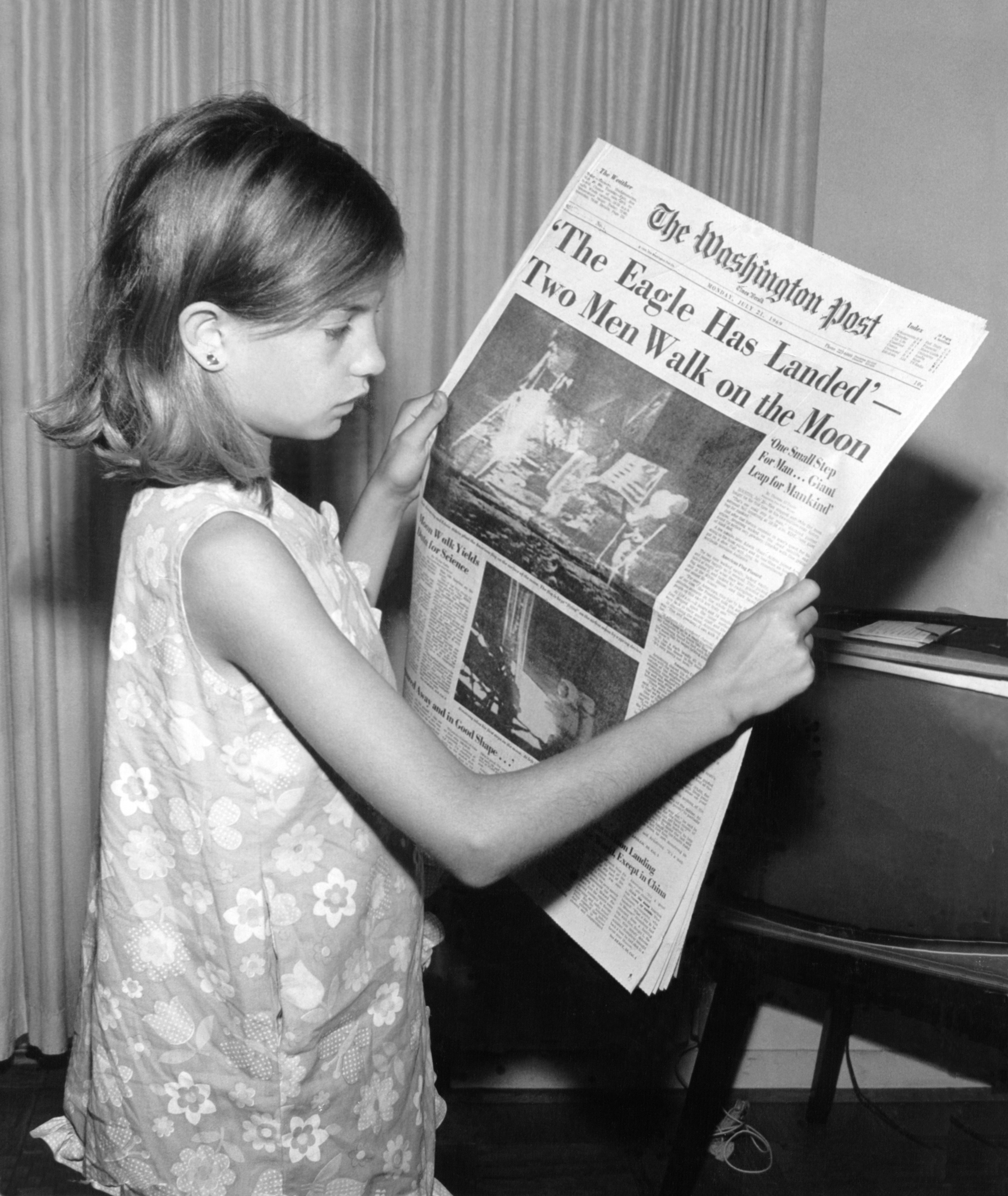
The Washington Post у понеділок, 21 липня 1969 року, повідомляє: «Орел приземлився — двоє людей ходять по Місяцю».

За дуже небагатьма винятками, усі газети в США є приватною власністю або великих мереж, таких як Gannett або McClatchy, які володіють десятками або навіть сотнями газет; малими ланцюгами, які володіють купкою газет; або в ситуації, яка стає дедалі рідшою, окремими особами чи родинами.
Більшість газет загального призначення виходять або раз на тиждень, зазвичай у четвер або п'ятницю, або друкуються щодня. Щотижневі газети, як правило, мають набагато менший тираж і більш поширені в сільській місцевості чи малих містах. У великих містах часто є " альтернативні тижневики ", які доповнюють основні щоденні газети, наприклад, Village Voice у Нью-Йорку чи LA Weekly у Лос-Анджелесі, щоб назвати два найвідоміших. Великі міста також можуть підтримувати місцевий діловий журнал, комерційні газети, що стосуються місцевої промисловості, а також газети для місцевих етнічних і соціальних груп.
За даними Editor & Publisher, професійного журналу американських газет, у міру розвитку конкуренції з боку інших ЗМІ кількість щоденних газет у США за останні півстоліття зменшилася. Зокрема, з 1970 року кількість вечірніх газет скоротилася майже вдвічі, а кількість ранкових і недільних — зросла.
Для порівняння, у 1950 році було 1772 щоденних газети (і 1450 — або близько 70 відсотків — з них були вечірніми), тоді як у 2000 році було 1480 щоденних газет (і 766 — або приблизно половина — з них були вечірніми).)
Тираж щоденних газет також повільно зменшується в Америці, частково через те, що міста з двома газетами майже загинули, оскільки слабші газети в більшості міст згорнулися:
| рік      | Тираж          |
| -------- | -------------- |
| 1960 рік | 58.8 мільйонів |
| 1970 рік | 62.1 мільйони  |
| 1980 рік | 62.2 мільйони  |
| 1990 рік | 62.3 мільйони  |
| 2000 рік | 55.8 мільйонів |

Основним джерелом газетного доходу є реклама — у формі «оголошень» або вставлених рекламних оголошень — а не дохід від тиражу. Однак з кінця 1990-х років цьому джерелу доходу прямо кинули виклик такі веб-сайти, як eBay (для продажу вживаних речей), Monster.com (вакансії) і Craigslist (інше).
Крім того, у зв'язку з тим, що журналістські розслідування в основних щоденних газетах у 2000-х роках занепали, багато репортерів створили власні некомерційні редакції розслідувань. Приклади включають ProPublica на національному рівні, Texas Tribune на рівні штату та Voice of OC на місцевому рівні.
Найбільшими газетами (за тиражем) у Сполучених Штатах є USA Today, The Wall Street Journal, The New York Times і Los Angeles Times.
У серпні 2019 року було оголошено, що New Media Investment Group погодилася придбати Gannett, і діяльність продовжуватиметься під назвою Gannett, а не GateHouse, у штаб-квартирі Gannett, але під керівництвом генерального директора New Media. Придбання Gannett компанією New Media Investment Group було завершено 19 листопада 2019 року, завдяки чому об'єднана компанія стала найбільшим видавцем газет у Сполучених Штатах. Одразу після завершення злиття всі URL-адреси GateHouse Media почали переспрямовувати на Gannett.com.
La Opinión є найчитанішим веб-сайтом газети в Сполучених Штатах, охоплюючи понад 6 мільйонів читачів щомісяця. Це найбільша іспаномовна газета в Сполучених Штатах і друга за читаністю газета в Лос-Анджелесі (після The Los Angeles Times).

## Журнали

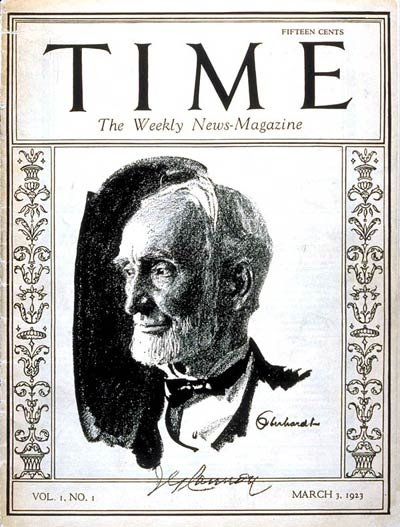
Перший номер Time (3 березня 1923 р.) з доповідачем Джозефом Г. Кенноном.

Завдяки величезному розміру англомовного північноамериканського медіа-ринку Сполучені Штати мають велику журнальну індустрію із сотнями журналів, які обслуговують майже всі інтереси, що можна визначити, заглянувши в будь-який газетний кіоск у будь-якому великому американському місті. Більшість журналів належать одному з великих медіаконгломератів або одному з їхніх менших регіональних братів. Американське товариство редакторів журналів спонсорує щорічну премію National Magazine Awards, яка відзначає досконалість.
У США є три провідні щотижневі новинні журнали : Time, Newsweek і US News & World Report. Time і Newsweek розташовані лівоцентристсько, а US News & World Report — правоцентристсько. Time добре відомий тим, що щороку призначає «Людину року», а US News публікує щорічні рейтинги американських коледжів та університетів.
У США також є понад дюжина великих політичних журналів, зокрема The Atlantic, The New Yorker, Harper's Magazine та Foreign Policy . У сфері розваг дуже популярні журнали Variety, The Hollywood Reporter, Rolling Stone, LA Record і Billboard . У мистецтві журнали Smithsonian і Art in America є основними журналами.
Нарешті, окрім сотень спеціалізованих журналів, які обслуговують різноманітні інтереси, як-от Vanity Fair, People, Maxim, Consumer Reports, Sports Illustrated, модні журнали, як-от Vogue, Glamour, GQ, InStyle, Cosmopolitan, і хобі американців, як-от Motor Trend, Health, AARP the Magazine, Good Housekeeping, Bon Appétit і Saveur є також десятки журналів, які видають професійні організації для своїх членів, наприклад Scientific American для вчених , Communications of the ACM (для спеціалістів з інформатики), IEEE Spectrum (для інженерів), ABA Journal (для юристів), Businessweek і Forbes для бізнесу, Architectural Digest і Architectural Record для архітекторів .
El Nuevo Cojo (Лос-Анджелес) і Two Mundos Magazine (Маямі) — це два двомовні (англійська/іспанська) журнали про стиль життя та розваги. Це не скоординований відплив журналів у Сполучені Штати, а перехід від першості друкованих видань до цифрових, який почався на рубежі століть.

## Радіо

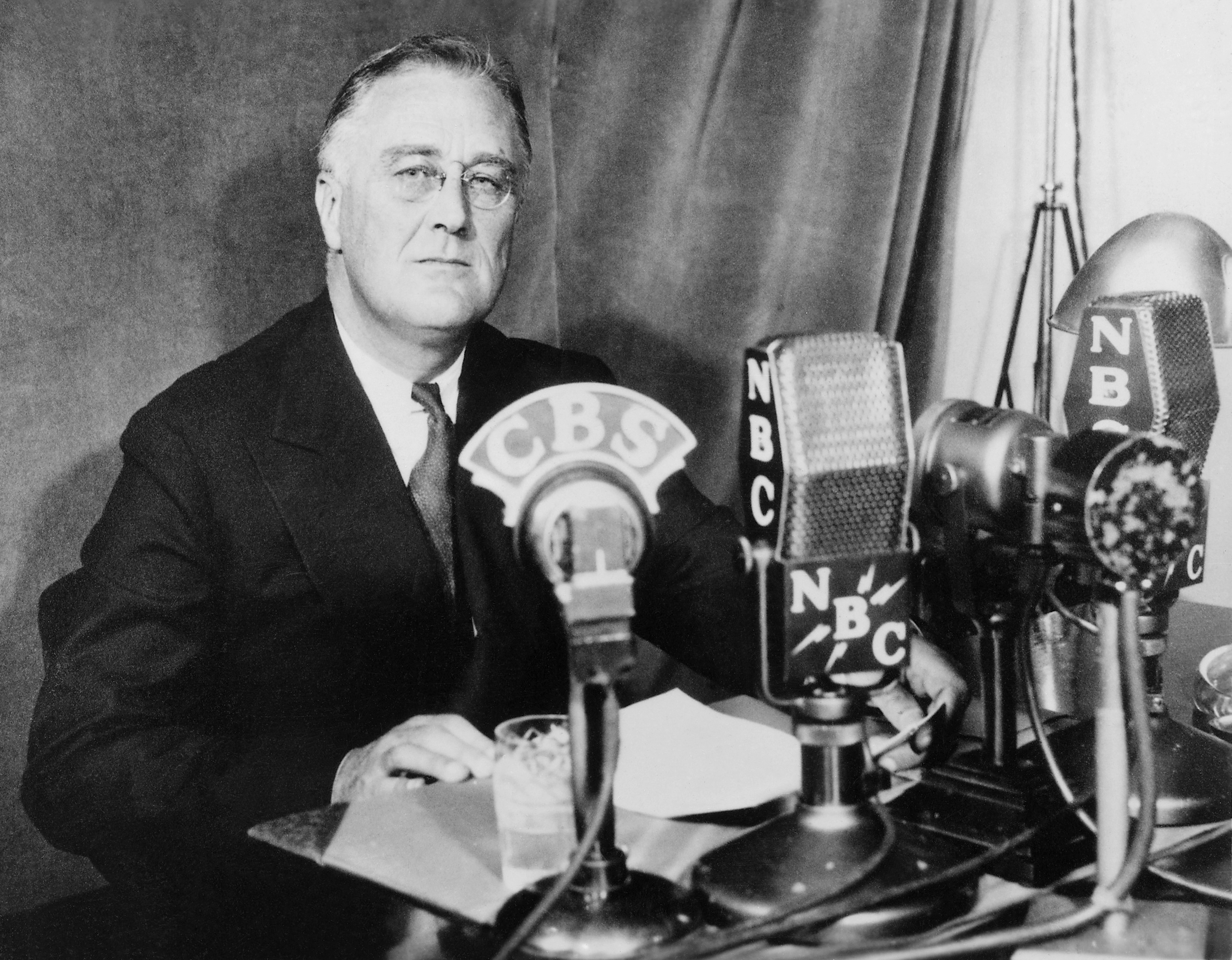
Радіорозмова біля каміна про уряд і капіталізм (30 вересня 1934 р.)

Американське радіо веде мовлення в двох діапазонах: FM і AM . Деякі станції є лише розмовними радіостанціями, які містять інтерв'ю та дискусії, тоді як музичні радіостанції транслюють певний тип музики: Топ-40, хіп-хоп, кантрі тощо. Останніми роками радіомовні компанії дедалі більше консолідуються. Національне громадське радіо є основною мережею громадського радіо в країні, але більшість радіостанцій є комерційними та орієнтованими на отримання прибутку.
Розмовне радіо як політичне середовище також набуло популярності в 1990-х роках через скасування в 1987 році Доктрини справедливості, що означало, що станціям більше не потрібно було «збалансовувати» свій день програмами альтернативних точок зору. 
Федеральна комісія зв'язку (FCC) у 1970 році обмежила кількість радіостанцій, якими може володіти одна особа чи компанія, до 1 ранку та 1 FM локально та 7 FM-станцій по всій країні. Але через значну концентрацію медіа власності, що випливає з Закону про телекомунікації 1996 року, радіокомпанії можуть володіти не більше 8 місцевими станціями на ринок території. Більшість станцій тепер належать великим радіокомпаніям, таким як iHeartMedia (раніше Clear Channel Communications), Cumulus Media, Townsquare Media та Entercom . Див. IBOC і HD Radio.
Нова форма радіо, яка набирає популярності, — це супутникове радіо. Дві найбільші радіопослуги на основі передплати — це Sirius Satellite Radio та XM Satellite Radio, які нещодавно об'єдналися в Sirius XM Radio. На відміну від ефірного радіо, музичні канали не містять реклами, а інші канали мають мінімальну рекламу. Супутникове радіо також не регулюється FCC.
Під час появи Інтернету в 21 столітті з'явилися інтернет-радіо та цифрові потокові послуги. Серед популярних брендів Pandora, Spotify і iHeartRadio . Хоча індустрія звукозапису також бачить Інтернет-радіо як загрозу та намагається запровадити високі ставки роялті за використання записаної музики, щоб перешкодити незалежним станціям відтворювати популярні пісні. Слухачі Spotify можуть вибрати пісні, які вони хочуть відтворити, і коли вони захочуть їх відтворити. . . . Pandora — це спосіб для користувачів відкривати для себе нову музику, яка відповідає їхнім смакам, тоді як Spotify — навіть якщо він також пропонує радіостанції — краще підходить для трансляції та обміну музикою, яку користувачі вже знають і люблять.
Nielsen Audio, раніше відома як Arbitron, є дослідницькою компанією споживачів, яка надає рейтинги (подібні до рейтингів Nielsen) для національних і місцевих радіостанцій у Сполучених Штатах.
Мета цифрового аудіомовлення — замінити FM-мовлення та стати майбутнім радіо. Деякі експерти галузі насторожено ставляться до цього нового методу передачі… Однак цей метод передачі може принести користь інтернет-радіостанціям, які хочуть розширити місцеве покриття та бути в курсі FM-радіостанцій.

## Телебачення

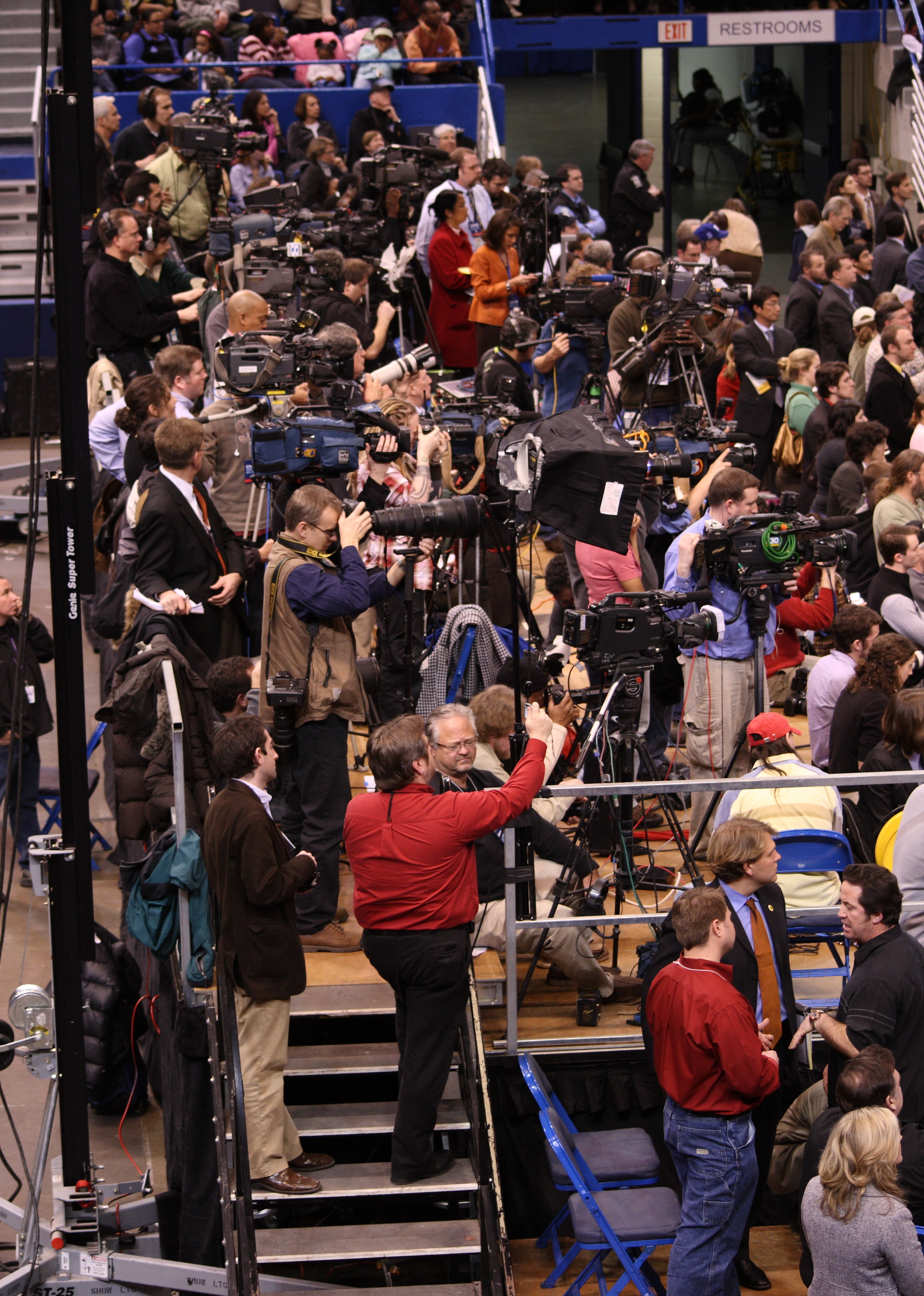
Фотографи та знімальні групи на мітингу Барака Обами, 4 лютого 2008 року

Дев'яносто дев'ять відсотків американських домогосподарств мають принаймні один телевізор, а більшість домогосподарств мають більше одного. Чотири США — це Національна телерадіомовна компанія (NBC), CBS (раніше Columbia Broadcasting System), Американська телерадіомовна компанія (ABC) і Fox Broadcasting Company (Fox).  13 серпня 2019 року CBS і Viacom офіційно оголосили про намір об'єднатися, а об'єднана компанія отримає назву ViacomCBS. Злиття було завершено 4 грудня 2019 року Компанія матиме 50 % акцій The CW.
Існує кілька іспаномовних (а також кабельних) мереж мовлення, які є найпоширенішою формою неанглійського телевізійного мовлення. Ці мережі не так широко розповсюджені, як їхні англійські аналоги, доступні здебільшого на ринках зі значним латиноамериканським та іспаномовним населенням; деякі з цих бездротових мереж альтернативно подаються безпосередньо до кабельних, супутникових і IPTV-провайдерів на ринках без наявності або попиту на місцеві телеканали.
Найбільша з цих мереж, Univision, була запущена в 1986 році як наступник Іспанської міжнародної мережі. Її основним конкурентом є Telemundo (заснований у 1986 році), дочірня мережа NBC (яка придбала Telemundo у 2001 році). Заснована: 2009 Estrella TV — ще одна іспаномовна телевізійна мережа.
Громадське телебачення відіграє набагато меншу роль, ніж у більшості інших країн. Однак низка штатів, у тому числі Західна Вірджинія, Меріленд, Кентуккі та Південна Кароліна, серед інших, мають державні органи громадського мовлення, які керують і фінансують усі громадські телевізійні станції у відповідних штатах. Доходу, отриманого від уряду, недостатньо для покриття витрат, і станції також покладаються на корпоративне спонсорство та внески глядачів.
DirecTV і Dish Network є основними провайдерами супутникового телебачення з 20 і 14 мільйонами клієнтів відповідно станом на лютий 2014 року Водночас основними провайдерами кабельного телебачення є Comcast з 22 мільйонами клієнтів, Time Warner Cable з 11 мільйонами та Cox Communications, Charter Communications, AT&T U-verse та Verizon Fios з 5–6 мільйонами. мільйон кожен.

## Фільми

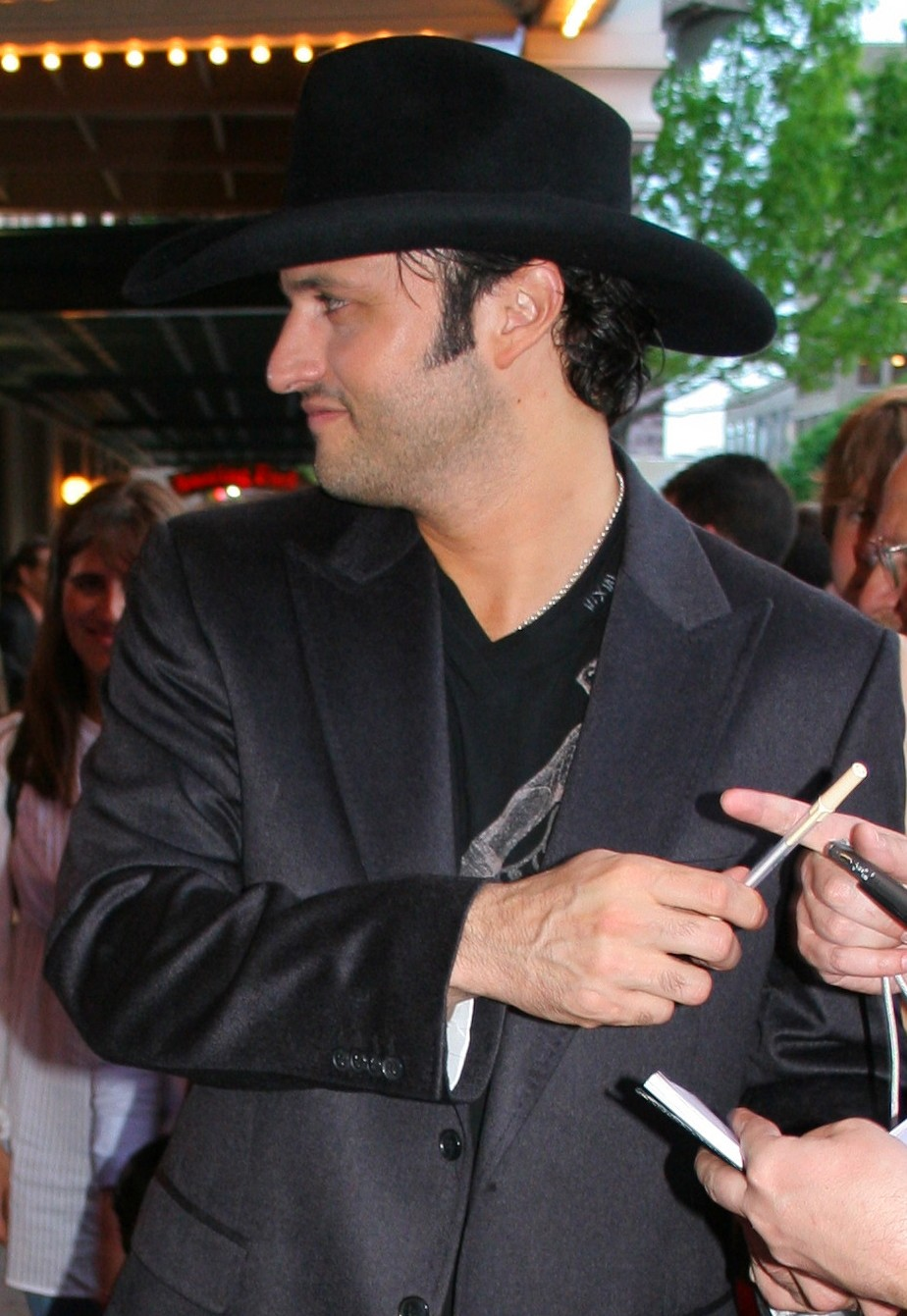
Роберт Родрігес зняв бойовик «Ель Маріачі» 1992 року, який мав комерційний успіх після того, як зібрав 2 долари. мільйон проти початкового бюджету в 7000 доларів (до витрат на студійне виробництво) і запустив власний кабельний телеканал El Rey завдяки прогресу в технології.

У 20-му столітті кіноіндустрія стала однією з найуспішніших і найпотужніших галузей промисловості в США. Разом з іншими галузями інтелектуальної власності її відносне значення для американської економіки зросло, оскільки важливість виробництва та сільського господарства зменшилася (через до глобалізації).

### Розвиток ринку домашнього відео (1980–1990-ті)
У 1980-х і 1990-х роках відбувся ще один значний розвиток. Повне визнання студіями домашнього відео відкрило величезний новий бізнес для використання. Такі фільми, як Showgirls, The Secret of NIMH і The Shawshank Redemption, які, можливо, погано показали себе в кінотеатрах, тепер змогли досягти успіху на відеоринку. Також з'явилося перше покоління режисерів, які мали доступ до відеокасет. Такі режисери, як Квентін Тарантіно та Пол Томас Андерсон, мали змогу переглянути тисячі фільмів і продюсувати фільми з величезною кількістю посилань і зв'язків із попередніми роботами. Тарантіно багато разів співпрацював з режисером Робертом Родрігесом. Родрігес зняв бойовик «Ель Маріачі» 1992 року, який мав комерційний успіх після того, як зібрав 2 мільйони доларів США. Проти початкового бюджету до виробництва в 7000 доларів. У 2011 році «Ель Маріачі» був включений до Бібліотеки Конгресу США, щоб зберегти його як частину національного реєстру фільмів за «культурну, історичну чи естетичну значущість». Фільм увічнений Книгою рекордів Гіннеса як фільм з найнижчим бюджетом, який коли-небудь зібрав 1 мільйонів доларів у касі. Це стало можливим завдяки вибуху незалежного кіно та постійному зниженню витрат на кіновиробництво, що знову змінило ландшафт американського кіновиробництва та призвело до ренесансу кіновиробництва серед нижчого та середнього класів Голлівуду — тих, хто не мав доступу до фінансових ресурсів студії. З появою DVD у 21 столітті DVD-диски швидко стали ще більш прибутковими для студій і призвели до вибуху продажу додаткових сцен, розширених версій і доріжок з коментарями до фільмів.  що продажі Blu-ray частково вплинули на падіння продажів DVD пізніше, але той факт, що продажі DVD все ще випереджають продажі Blu-ray у 2019 році, як показує, не був справжньою причиною. Натомість поєднання Великої рецесії, зростання кількості клієнтів, які купують відео на замовлення та цифрові копії фільмів, а також запуск потокових послуг спричинило зниження продажів DVD більш ніж на 86 % за останні 13 років.
Під час пандемії COVID-19 автокінотеатри повідомили про несподіваний сплеск відвідуваності в кількох штатах США, оскільки, на відміну від закритих кінотеатрів, які не могли працювати через заборону масових зібрань, їм було дозволено працювати.

## Відеоігри

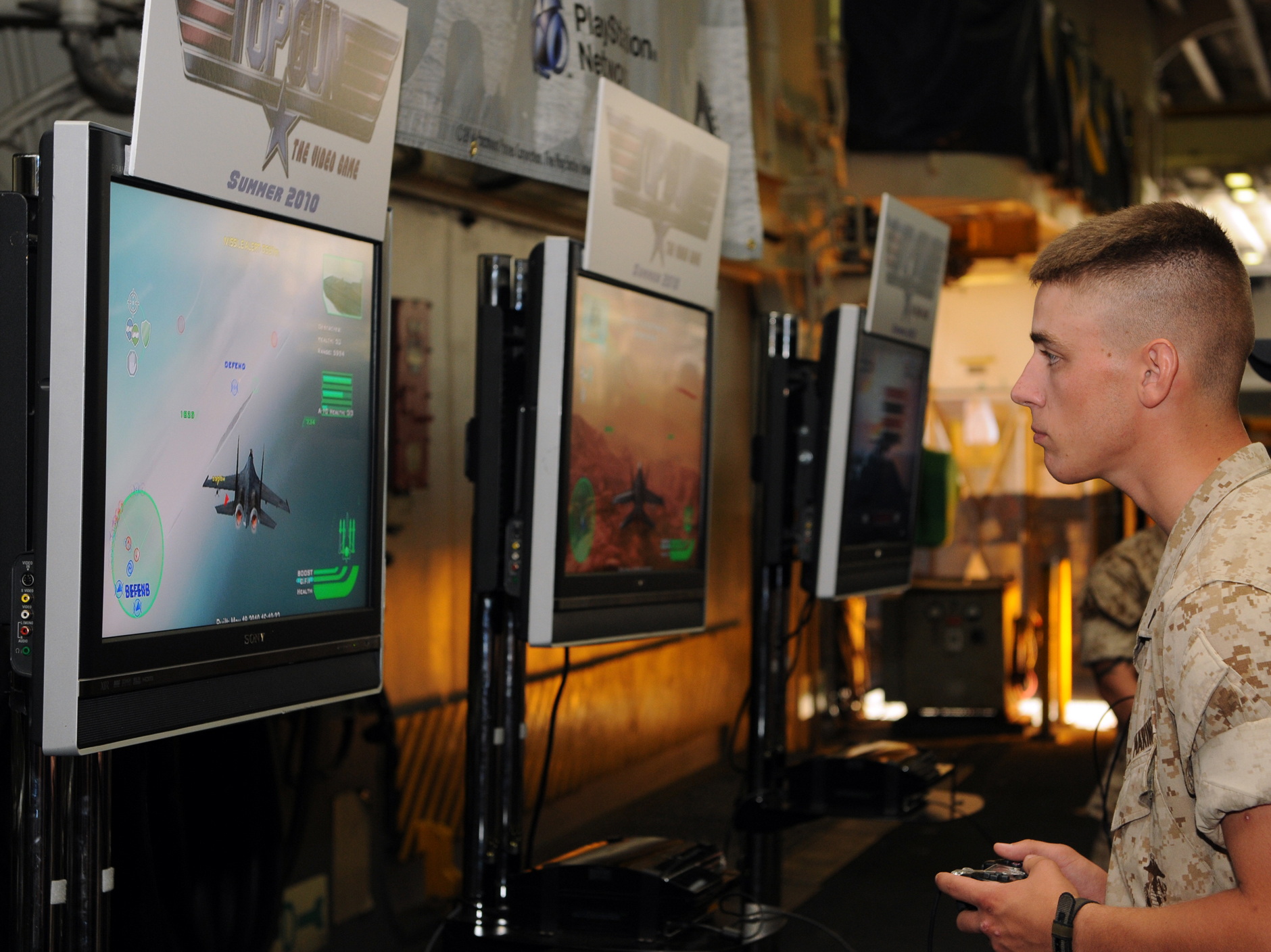
Американський морський піхотинець грає в Top Gun

Сполучені Штати мають найбільше проникнення відеоігор у світі з точки зору загальної кількості працівників галузі. У 2017 році ігрова індустрія США в цілому коштувала 18,4 мільярдів доларів США і складався з приблизно 2457 компаній, у яких працювало приблизно 220 000 людей. Очікується, що дохід від відеоігор у США досягне 230 мільярдів доларів  до 2022, що робить його найбільшим ринком відеоігор у світі.  Понад 150 мільйонів американців грають у відеоігри, середній вік яких становить 35 років, 59 відсотків чоловіків і 41 відсоток жінок за статтю.
У 2011 році середній американський геймер витрачав у середньому 13 годин на тиждень за відеоіграми.

## Інтернет

YouTube, другий за відвідуваністю веб-сайт

Інтернет надав газетам та іншим ЗМІ можливість доносити новини та зберігати архіви публічними. Дохід створюється за рахунок реклами або передплати. Крім веб-порталів і пошукових систем, таких як Google і Yahoo!, найпопулярнішими веб-сайтами є YouTube, Wikipedia, Facebook, Twitter, Amazon, Yelp, IMDb, Reddit, Pinterest, eBay, TripAdvisor, Indeed, healthline, science direct, Mapquest, Merriam-webster, zillow, Quora, fandom, Twitch і Etsy.

### Онлайн трансляція
Онлайн трансляція дає змогу дивитися все: від новин у прямому ефірі та спортивних змагань до класичних фільмів і улюблених сучасних телепередач у будь-який час і на будь-якому пристрої. Із зростанням популярності онлайн-трансляцій кабельним компаніям доводиться розширювати пропозиції, щоб конкурувати в цьому 655 мільярд доларів цифрового ринку.
У 2006 році були запущені сервіси потокового передавання відео на вимогу Amazon Unbox і Crackle, а в 2007 році — Netflix і Hulu. CBS All Access і Tubi були представлені в 2014 році, а YouTube Red — у 2015 році. Disney+ і Apple TV+, запущені в 2019 році. HBO Max і Peacock вийшли в 2020 році.
Віртуальні MVPD — це сервіси трансляції потокового відео в прямому ефірі, які віддзеркалюють пакетні послуги кабельного телебачення та TV Everywhere за нижчими місячними тарифами, ніж пакети, які пропонують оператори традиційних систем платного телебачення. Sling TV, PlayStation Vue і fuboTV були запущені в 2015 році. DirecTV Now послідував у 2016 році та Philo у 2017 році. У журналі New York є путівник Vulture щодо телешоу та фільмів, доступних для трансляції на Netflix, Amazon, HBO та Hulu. Термін «потокові війни» був придуманий для обговорення нової ери конкуренції між сервісами потокового відео, такими як Netflix, Disney+, Apple TV+, Amazon Prime, HBO Max, Funimation, Crunchyroll тощо